# Giacomo Raffaelli (mosaicista)

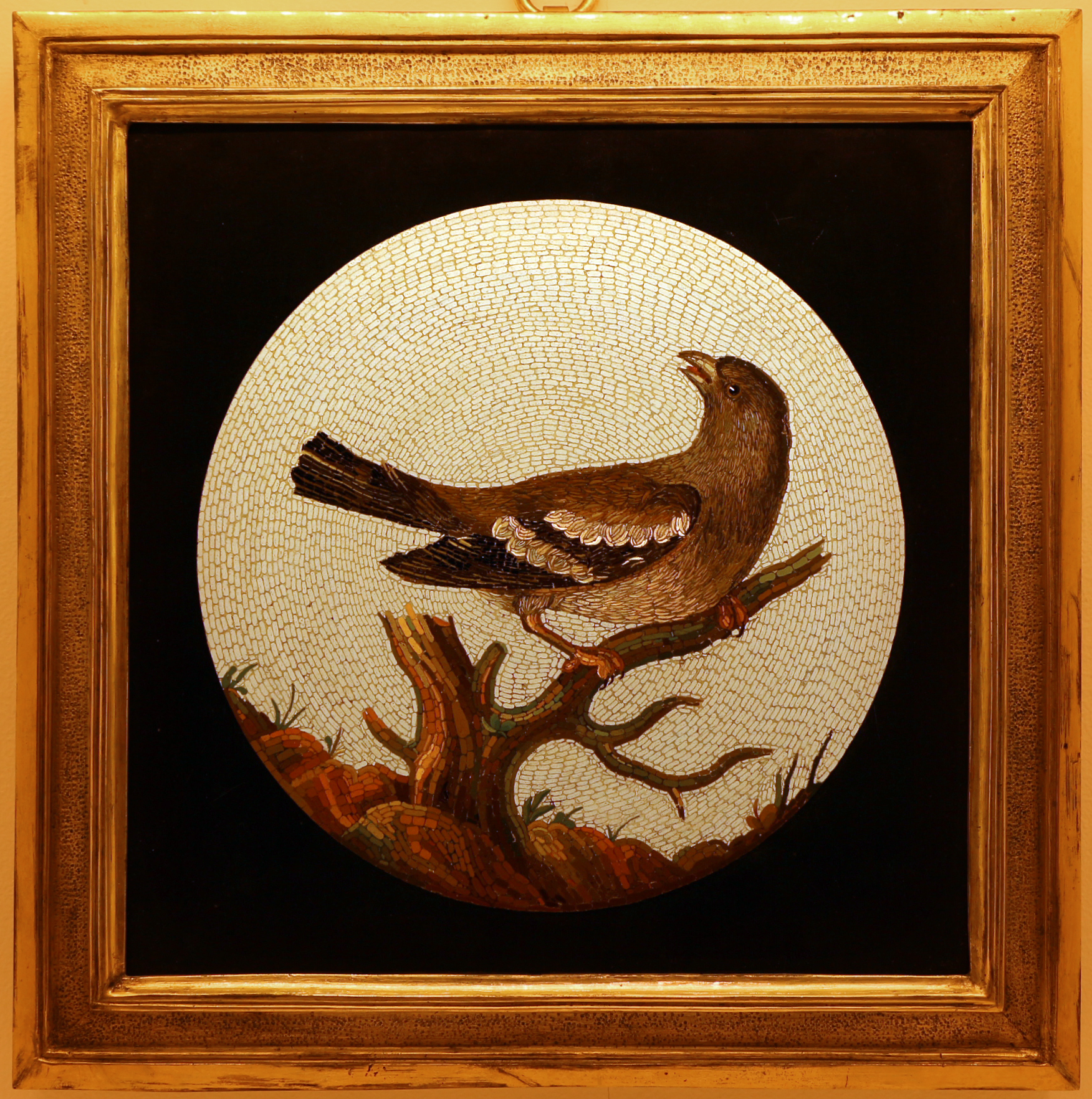
Giacomo Raffaelli, micromosaico con cardellino, 1790-95 ca

Giacomo Raffaelli (Roma, 2 febbraio 1753 – Roma, 11 ottobre 1836) è stato un artista e mosaicista italiano.

## Biografia
Giacomo Raffaelli era figlio di Paolo (1731-1790) e di Margherita Solimani. Fu battezzato nella chiesa di San Lorenzo in Damaso.

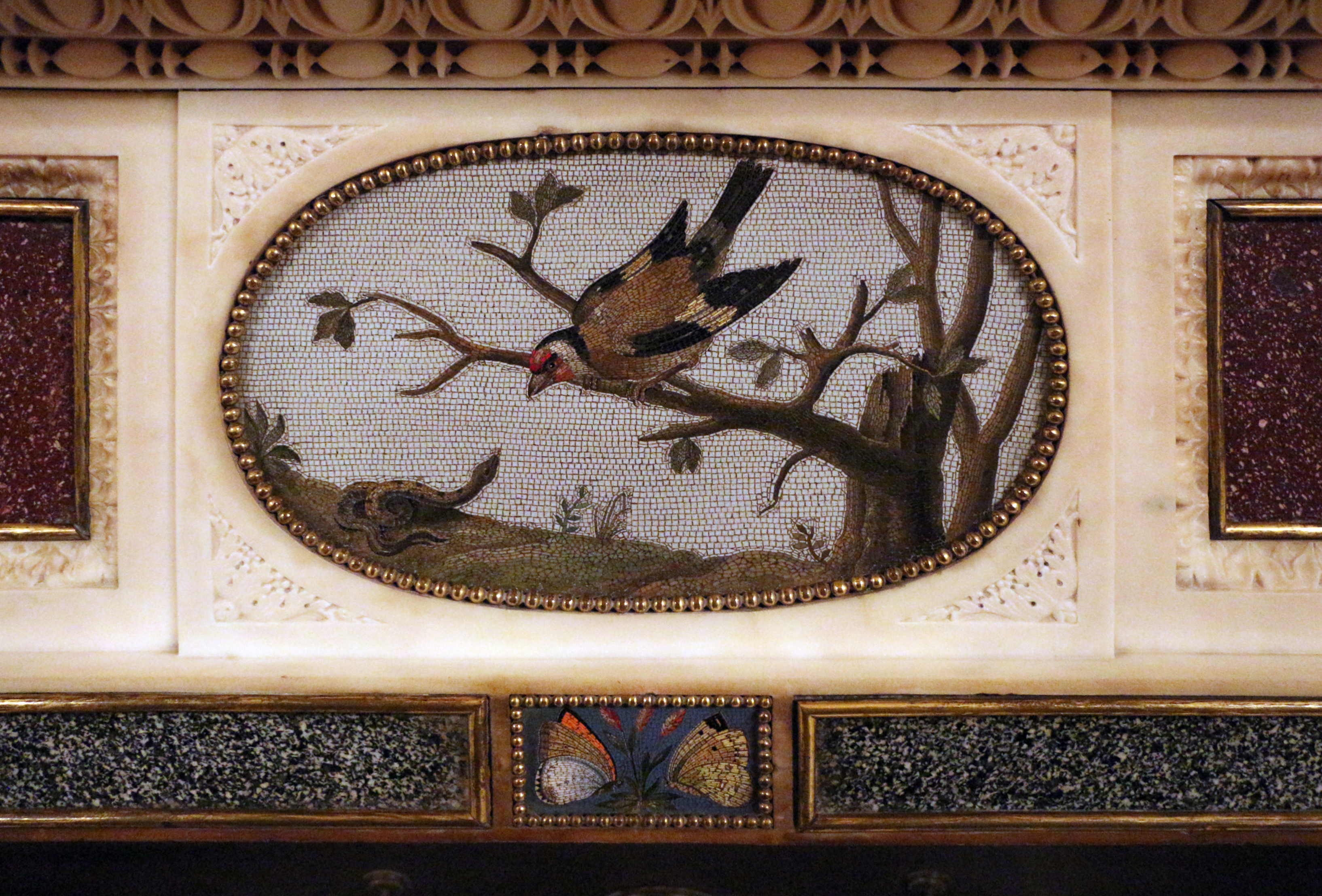
Camino con inserti in micromosaico, (part.) Firenze, Palazzo Corsi-Tornabuoni

I Raffaelli erano fornaciari romani e nella seconda metà del Seicento fornivano al Vaticano materia vitrea, sotto forma di tessere quadrate a colori, per fare mosaici. Nelle loro fornaci i Raffaelli producevano dunque robba che serve per fare li mosaichi, cioè smalti vitrei tagliati a piastrella bianca o colorata, come il lattimio bianco, il minio e i fogli d'oro. Alla morte di Paolo Raffaelli, la fornace fu ereditata dai suoi tre figli: Francesco, Antonio e Giacomo - il primogenito - che la dirigeva. «Ordino ancora – si legge nel testamento di Paolo – e comando, che tutti li Lavori di Musaico, che dovranno farsi tanto per le Paste che si servono in d° negozio che per l'altre che possano sopravvenire debbano farsi nel Negozio med° sotto la direzione di d° Giacomo.»
Giacomo Raffaelli trasferì la bottega, prima in Piazza di Spagna, poi in via del Babuino, 92. Con l'aiuto di Cesare Agnatti, intorno al 1775 ideò il mosaico a microtessere, detto filato o romano, ricavandolo da un composto siliceo che, reso incandescente, poteva essere filato e poi tagliato in segmenti minuscoli. Il micromosaico era un'idea per costruire una grande illusione, cioè rendere stabili i capolavori, anche i più deperibili, e ridurli di dimensione a tal punto, da renderli opere d'arte da indossare o da portare in tasca. Egli realizzava a micromosaico minuscole placchette con paesaggi, con monumenti romani (a volte in forma di capriccio), con fiori, con uccelli, con soggetti religiosi o mitologici. Queste placchette, montate entro cassettine di metallo, o di vetro o di marmo o di legno o di pietra dura, venivano poi applicate su tabacchiere o montate su spille, su elementi per collane, su anelli, su cofanetti, su bottoni: diventavano costosi souvenirs, per i viaggiatori del Grand Tour. Giacomo Raffaelli espose per la prima volta micromosaici nel suo atelier di piazza di Spagna, in occasione dell'Anno Santo 1775. Tipico era il motivo di cornice, da lui usato per rifinire i suoi micromosaici: una catenella di tessere bianche con all'interno tessere blu, tra due file di tessere rosse. L'invenzione ebbe molti seguaci e fra il 1824 e il 1830 l'area tra piazza di Spagna e piazza del Popolo conteneva 68 attività commerciali legate al micromosaico. 
La sua placca circolare con Le colombe di Plinio, datata 1778, è al British Museum e un altro esemplare si trova a Roma, al Museo Napoleonico: il tema fu da lui ripetuto più volte. Un Cardellino, medaglione in micromosaico, del 1778, si conserva nel Museo di Santa Giulia, a Brescia.
Nel 1787 Stanislao II Augusto Poniatowski, ultimo re di Polonia, lo nominò nobile polacco e suo consigliere per le Arti Liberali. Fervente repubblicano, Giacomo fu coinvolto a Milano, nel 1808, in moti politici anti-napoleonici e fu arrestato, ma subito rilasciato.

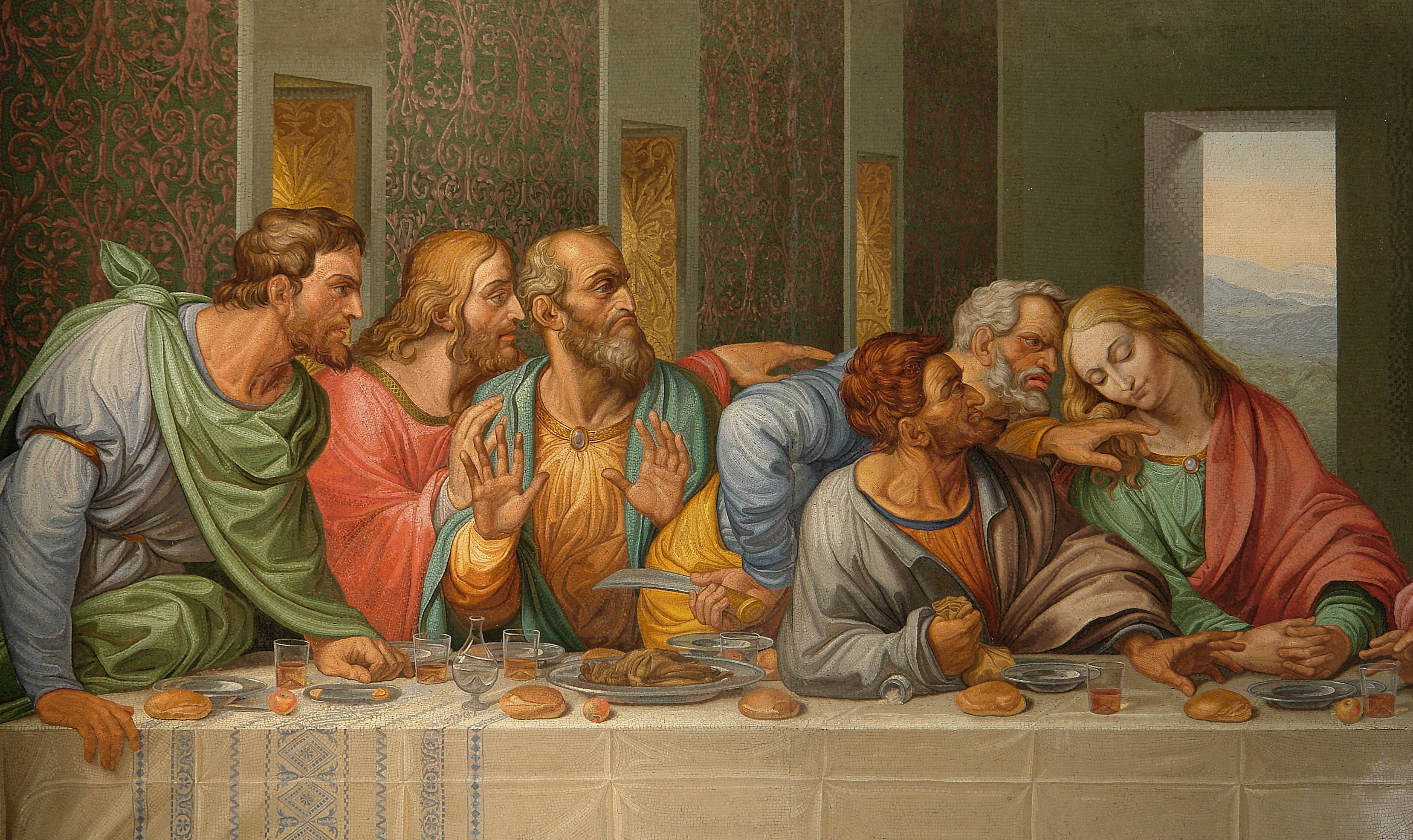
Dettaglio dellUltima cena di Leonardo da Vinci, Vienna

### L'affresco di Leonardo a mosaico
Gran parte degli smalti vitrei prodotti della fornace Raffaelli, a partire dal 1804 furono esportati a Milano, dove Giacomo aveva aperto una scuola di arte musiva nell'ex convento di San Vincenzino, collegata all'Accademia di Brera, allora diretta da Giuseppe Bossi.
Con decreto del 24 aprile 1807 il viceré Eugenio Beauharnais gli ordinò una copia del Cenacolo di Leonardo da Vinci, a grandezza naturale. Il lavoro, cui collaborarono il figlio Vincenzo e i mosaicisti Giuseppe Roccheggiani e Gaetano Ruspi, durò molti anni e fu possibile grazie alle tessere di mosaico, prodotte dalle fornaci Raffaelli e venute da Roma.
Questa scritta, posta ai piedi del mosaico, celebrò sia l'arte del mosaicista, sia le intenzioni del committente di preservare, in un'opera musiva stabile, l'immagine dell'affresco di Leonardo che già allora era ridotto in pessime condizioni:
MVSIVVM OPUS IACOBI RAFFAELLI QUO IN COENA DOMINI A LEONARDO VINCIO MEDIOLANI MIRIFICE PICTA MCDXCVII TEMPORVM HOMINVMQVE INIVRA PAENE DELETA POSTERITATI SERVARETVR
L'opera era destinata al Louvre, ma dopo la caduta di Napoleone fu rivendicata dagli Asburgo, che l'11 agosto 1818 la portarono a Vienna. Gli italiani ivi residenti chiesero che il mosaico dell'opera leonardesca fosse posto nella Chiesa Nazionale Italiana di Vienna (chiesa dei Minoriti di Vienna), sopra un altare realizzato dall'architetto Friedrich August von Stache. Il mosaico fu trasferito nella nuova sede il 26 marzo del 1847.
A Brera, nel 1814, fu esposta una scelta di oggetti d'arte, prodotti da Giacomo Raffaelli e dai suoi allieviː un orologio decorato con marmi, pietre dure, mosaici e bronzi; piani di tavolini in marmo bianco, con incastonati elementi a mosaico e in agata, lapislazzulo, corniola e malachite; quadri a mosaico rappresentanti uccelli.

### Ritorno in patria
Nel 1815 Giacomo Raffaelli tornò a Roma. Lo zar di Russia lo nominò suo consigliere e da lui acquistò quadri a mosaico e tavoli con piano in mosaico che oggi sono al Museo dell'Hermitage. Giacomo operò il distacco del mosaico della basilica di San Paolo fuori le mura, per restaurarlo, dopo l'incendio del 1823 che aveva devastato la basilica.
Fu eletto accademico di San Luca e fu sepolto a Roma, nella chiesa di San Stanislao della Nazione polacca, in via delle Botteghe Oscure. La fornace dei Raffaelli continuò a produrre micromosaici per la gioielleria e smalti per la Fabbrica di San Pietro, fino al 1864, sotto la direzione di Vincenzo Raffaelli, figlio di Giacomo.

### Carte d'archivio
Documentazione sulla famiglia Raffaelli è conservata nel "Fondo Ceccarius" della Biblioteca Nazionale Centrale di Roma, acquisito dal Ministero della Pubblica Istruzione nel 1972, alla morte di Giuseppe Ceccarelli (1889-1972), in arte Ceccarius, che era figlio di Clelia Raffaelli. La maggior parte dell'Archivio della famiglia Raffaelli è custodito a Roma, alla Fondazione Negro: comprende documenti su Giacomo Raffaelli e su suo figlio Vincenzo. Per la sua rilevanza, l'Archivio è stato notificato, dal 2007, da parte del Ministero dei Beni Culturali.
Nel "Fondo Ceccarius" si conserva una lettera di Vincenzo Raffaelli, indirizzata il 28 novembre 1846 all'economo mons. Lorenzo Lucidi, in cui ricorda di essere stato «assiduo collaboratore» di suo padre, «avendovi eseguite varie figure compresa la principale, il Redentore». Vincenzo parla anche degli smalti utilizzati: «ivi erano infinita le varietà; tanto delle Carnaggioni delle 13 figure, quanto dei panneggiamenti, ed accessori». Informa anche come suo padre realizzava questi smalti, purificando «gli antichi processi di tutte le superfluità e superstizioni Alchimistiche, semplificando li metodi, combinandoli con la possibile economia; e per quanto è possibile in fuochi sì intensi, seppe ridurre a sistemi, ciò che per lo innanzi si praticava a tentone, e non si ripeteva che dal Caso».
Il Museo napoleonico di Roma ha organizzato una mostra di micromosaici di vario formato (25 giugno 2016-7 maggio 2017), esposti insieme a vedute romane, dipinte ad acquarello o ad olio.

## Albero genealogico
|  |  | Giacomo Raffaelli      |                        |                        |                        |                        |                        |                    |                    |                    |                    |                    |                    |                    |                    |                     |                     |                     |                     |                                            |                                            |                                            |                                            |                                            |                                            |                  |                  |                  |                  |                  |                  |  |  |  |  |  |  |  |  |  |  |  |  |  |  |  |  |
|  |  |                        |                        |                        |                        |                        |                        |                    |                    |                    |                    |                    |                    |                    |                    |                     |                     |                     |                     |                                            |                                            |                                            |                                            |                                            |                                            |                  |                  |                  |                  |                  |                  |  |  |  |  |  |  |  |  |  |  |  |  |  |  |  |  |
|  |  |                        |                        |                        |                        |                        |                        |                    |                    |                    |                    |                    |                    |                    |                    |                     |                     |                     |                     |                                            |                                            |                                            |                                            |                                            |                                            |                  |                  |                  |                  |                  |                  |  |  |  |  |  |  |  |  |  |  |  |  |  |  |  |  |
|  |  |                        |                        |                        |                        |                        |                        |                    |                    |                    |                    |                    |                    |                    |                    |                     |                     |                     |                     |                                            |                                            |                                            |                                            |                                            |                                            |                  |                  |                  |                  |                  |                  |  |  |  |  |  |  |  |  |  |  |  |  |  |  |  |  |
|  |  | Giovanni Raffaelli     | Giovanni Raffaelli     | Giovanni Raffaelli     | Giovanni Raffaelli     | Giovanni Raffaelli     | Giovanni Raffaelli     |                    |                    | Vincenzo Raffaelli | Vincenzo Raffaelli | Vincenzo Raffaelli | Vincenzo Raffaelli | Vincenzo Raffaelli | Vincenzo Raffaelli |                     |                     |                     |                     |                                            |                                            |                                            |                                            |                                            |                                            |                  |                  |                  |                  |                  |                  |  |  |  |  |  |  |  |  |  |  |  |  |  |  |  |  |
|  |  | Giovanni Raffaelli     | Giovanni Raffaelli     | Giovanni Raffaelli     | Giovanni Raffaelli     | Giovanni Raffaelli     | Giovanni Raffaelli     |                    |                    | Vincenzo Raffaelli | Vincenzo Raffaelli | Vincenzo Raffaelli | Vincenzo Raffaelli | Vincenzo Raffaelli | Vincenzo Raffaelli |                     |                     |                     |                     |                                            |                                            |                                            |                                            |                                            |                                            |                  |                  |                  |                  |                  |                  |  |  |  |  |  |  |  |  |  |  |  |  |  |  |  |  |
|  |  |                        |                        | Carolina Raffaelli     | Carolina Raffaelli     | Carolina Raffaelli     | Carolina Raffaelli     | Carolina Raffaelli | Carolina Raffaelli |                    |                    |                    |                    |                    |                    | Francesco Simonetti | Francesco Simonetti | Francesco Simonetti | Francesco Simonetti | Francesco Simonetti                        | Francesco Simonetti                        |                                            |                                            |                                            |                                            |                  |                  |                  |                  |                  |                  |  |  |  |  |  |  |  |  |  |  |  |  |  |  |  |  |
|  |  |                        |                        | Carolina Raffaelli     | Carolina Raffaelli     | Carolina Raffaelli     | Carolina Raffaelli     | Carolina Raffaelli | Carolina Raffaelli |                    |                    |                    |                    |                    |                    | Francesco Simonetti | Francesco Simonetti | Francesco Simonetti | Francesco Simonetti | Francesco Simonetti                        | Francesco Simonetti                        |                                            |                                            |                                            |                                            |                  |                  |                  |                  |                  |                  |  |  |  |  |  |  |  |  |  |  |  |  |  |  |  |  |
|  |  |                        |                        |                        |                        |                        |                        |                    |                    |                    |                    |                    |                    |                    |                    |                     |                     |                     |                     |                                            |                                            |                                            |                                            |                                            |                                            |                  |                  |                  |                  |                  |                  |  |  |  |  |  |  |  |  |  |  |  |  |  |  |  |  |
|  |  |                        |                        |                        |                        |                        |                        |                    |                    |                    |                    |                    |                    |                    |                    |                     |                     |                     |                     |                                            |                                            |                                            |                                            |                                            |                                            |                  |                  |                  |                  |                  |                  |  |  |  |  |  |  |  |  |  |  |  |  |  |  |  |  |
|  |  | Michelangelo Simonetti | Michelangelo Simonetti | Michelangelo Simonetti | Michelangelo Simonetti | Michelangelo Simonetti | Michelangelo Simonetti |                    |                    | Attilio Simonetti  | Attilio Simonetti  | Attilio Simonetti  | Attilio Simonetti  | Attilio Simonetti  | Attilio Simonetti  |                     |                     | Scipione Simonetti  | Scipione Simonetti  | Scipione Simonetti                         | Scipione Simonetti                         | Scipione Simonetti                         | Scipione Simonetti                         |                                            |                                            | Ettore Simonetti | Ettore Simonetti | Ettore Simonetti | Ettore Simonetti | Ettore Simonetti | Ettore Simonetti |  |  |  |  |  |  |  |  |  |  |  |  |  |  |  |  |
|  |  | Michelangelo Simonetti | Michelangelo Simonetti | Michelangelo Simonetti | Michelangelo Simonetti | Michelangelo Simonetti | Michelangelo Simonetti |                    |                    | Attilio Simonetti  | Attilio Simonetti  | Attilio Simonetti  | Attilio Simonetti  | Attilio Simonetti  | Attilio Simonetti  |                     |                     | Scipione Simonetti  | Scipione Simonetti  | Scipione Simonetti                         | Scipione Simonetti                         | Scipione Simonetti                         | Scipione Simonetti                         |                                            |                                            | Ettore Simonetti | Ettore Simonetti | Ettore Simonetti | Ettore Simonetti | Ettore Simonetti | Ettore Simonetti |  |  |  |  |  |  |  |  |  |  |  |  |  |  |  |  |
|  |  |                        |                        |                        |                        |                        |                        |                    |                    |                    |                    |                    |                    |                    |                    |                     |                     |                     |                     |                                            |                                            |                                            |                                            |                                            |                                            |                  |                  |                  |                  |                  |                  |  |  |  |  |  |  |  |  |  |  |  |  |  |  |  |  |
|  |  | Amedeo Simonetti       | Amedeo Simonetti       | Amedeo Simonetti       | Amedeo Simonetti       | Amedeo Simonetti       | Amedeo Simonetti       |                    |                    |                    |                    | Aldo Simonetti     | Aldo Simonetti     | Aldo Simonetti     | Aldo Simonetti     | Aldo Simonetti      | Aldo Simonetti      |                     |                     | Dino Terra pseudonimo di Armando Simonetti | Dino Terra pseudonimo di Armando Simonetti | Dino Terra pseudonimo di Armando Simonetti | Dino Terra pseudonimo di Armando Simonetti | Dino Terra pseudonimo di Armando Simonetti | Dino Terra pseudonimo di Armando Simonetti |                  |                  |                  |                  |                  |                  |  |  |  |  |  |  |  |  |  |  |  |  |  |  |  |  |
|  |  | Amedeo Simonetti       | Amedeo Simonetti       | Amedeo Simonetti       | Amedeo Simonetti       | Amedeo Simonetti       | Amedeo Simonetti       |                    |                    |                    |                    | Aldo Simonetti     | Aldo Simonetti     | Aldo Simonetti     | Aldo Simonetti     | Aldo Simonetti      | Aldo Simonetti      |                     |                     | Dino Terra pseudonimo di Armando Simonetti | Dino Terra pseudonimo di Armando Simonetti | Dino Terra pseudonimo di Armando Simonetti | Dino Terra pseudonimo di Armando Simonetti | Dino Terra pseudonimo di Armando Simonetti | Dino Terra pseudonimo di Armando Simonetti |                  |                  |                  |                  |                  |                  |  |  |  |  |  |  |  |  |  |  |  |  |  |  |  |  |
|  |  | Virgilio Simonetti     |                        |                        |                        |                        |                        |                    |                    |                    |                    |                    |                    |                    |                    |                     |                     |                     |                     |                                            |                                            |                                            |                                            |                                            |                                            |                  |                  |                  |                  |                  |                  |  |  |  |  |  |  |  |  |  |  |  |  |  |  |  |  |